# Wilhelmina Brinkhoff
Wilhelmina Brinkhoff (conocida como Minie Brinkhoff; Zevenaar, 19 de diciembre de 1952) es una deportista neerlandesa que compitió en ciclismo en las modalidades de pista y ruta. Está casada con el ciclista Peter Nieuwenhuis.
Ganó una medalla de plata en el Campeonato Mundial de Ciclismo en Pista de 1972, en la prueba de velocidad individual.
En carretera obtuvo una medalla de bronce en el Campeonato Mundial de Ciclismo en Ruta de 1977, en la prueba de ruta.

## Medallero internacional

### Ciclismo en pista
| Campeonato Mundial | Campeonato Mundial | Campeonato Mundial | Campeonato Mundial   |
| Año                | Lugar              | Medalla            | Competición          |
| ------------------ | ------------------ | ------------------ | -------------------- |
| 1972               | Marsella (Francia) | Medalla de plata   | Velocidad individual |

### Ciclismo en ruta
| Campeonato Mundial | Campeonato Mundial        | Campeonato Mundial | Campeonato Mundial |
| Año                | Lugar                     | Medalla            | Competición        |
| ------------------ | ------------------------- | ------------------ | ------------------ |
| 1977               | San Cristóbal (Venezuela) | Medalla de bronce  | Ruta               |